# تسيبي ليفني

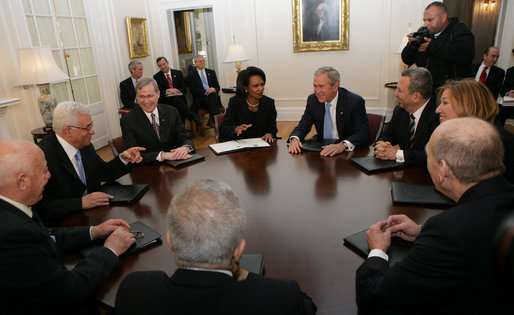
في اجتماع خلال مؤتمر أنابوليس، ويظهر محمود عباس، وجورج بوش، وايهود باراك، وأحمد قريع، وإيهود أولمرت، وكونداليزا رايز، وليفني، البيت الأبيض 27 نوفمبر 2007

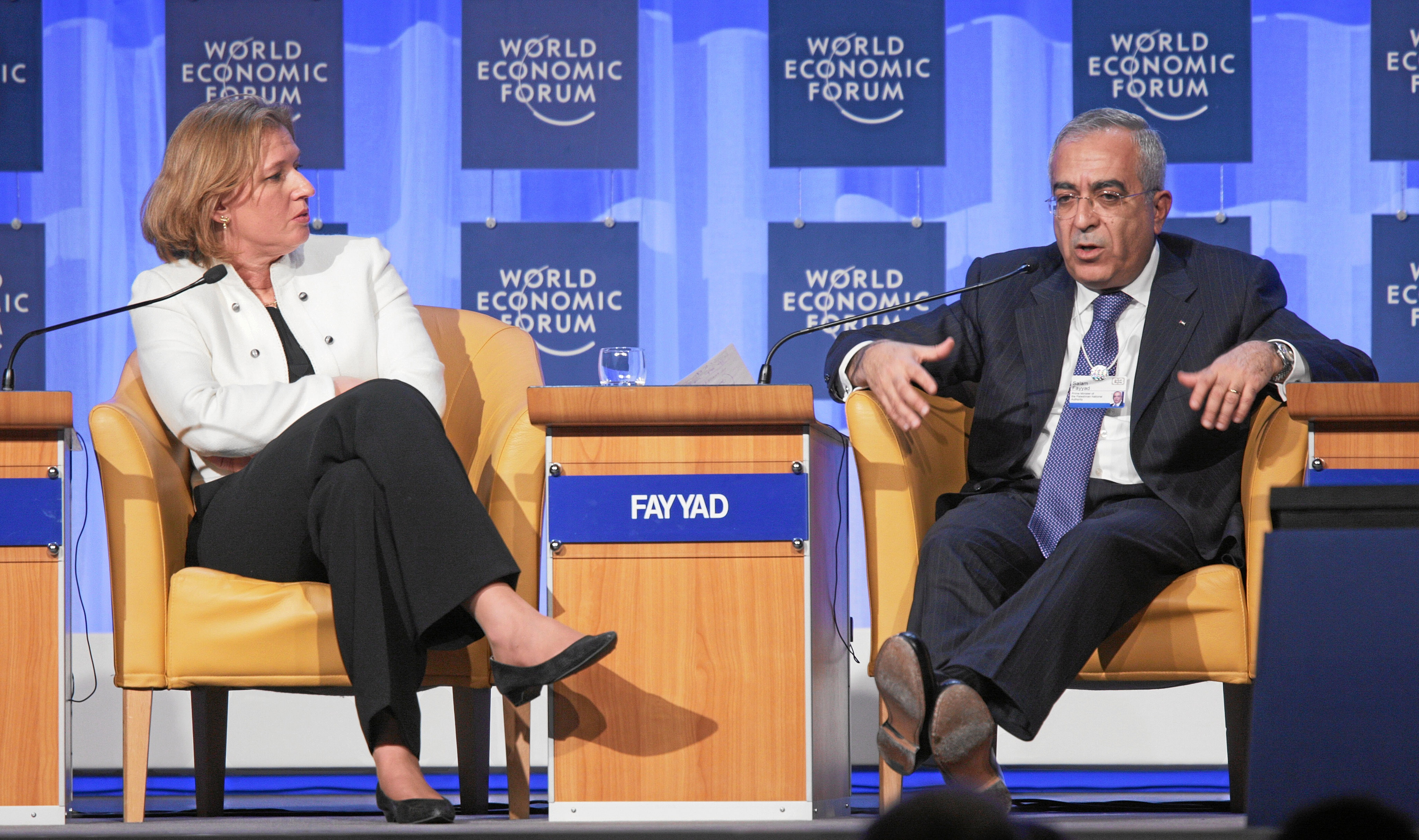
مع سلام فياض في المنتدى الاقتصادي العالمي، 2008

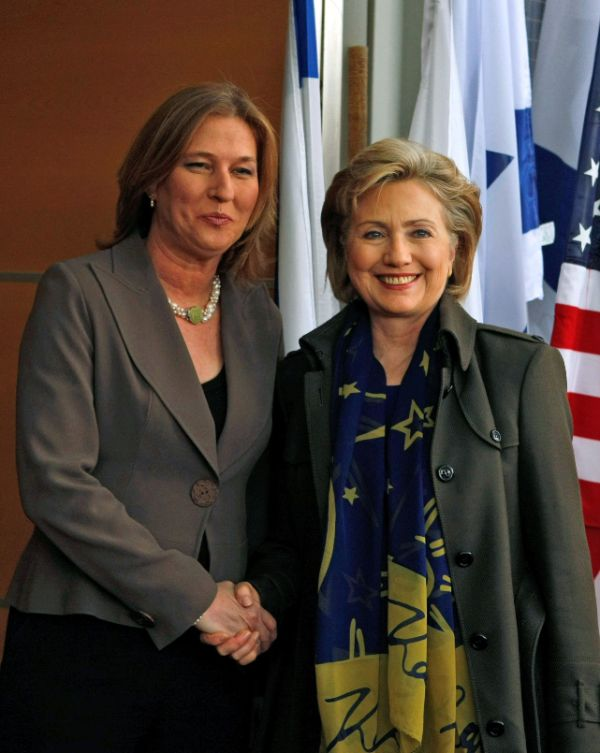
مع هيلاري كلنتون، 2009

تسيبي ليفني (بالعبرية: ציפי לבני) (8 يوليو 1958 -)، وزيرة خارجية إسرائيل السابقة وزعيمة حزب كاديما منذ 18 سبتمبر 2008، قدمت استقالتها من الكنيست في مايو 2012.
أصبحت وزيرة للخارجية في عهد رئيس الوزراء أرئيل شارون عام 2005 بعدما انسحب بنيامين نتنياهو مع باقي أعضاء حزب الليكود من الوزارة احتجاجا على سياسة فك الارتباط. ودعمت تسيبي ليـفـني خطة أريئيل شارون للانسحاب من غزة، وسهلت إقرارها من قبل الحكومة.. إذ قدمت صياغات توفيقية للحصول على موافقة وزراء آخرين من الليكود.بعد نجاح حزب كاديما الذي أسسه شارون في الانتخابات التشريعية في مارس 2006 قام إيهود أولمرت بتشكيل حكومة ضمتها وزيرة للخارجية. بعد قضايا الفساد التي لاحقت أولمرت جرت انتخابات داخلية في كاديما انتهت بفوز ليفني برئاسة الحزب وذلك في 17 سبتمبر 2008. في 21 سبتمبر 2008 قدم أولمرت استقالته للرئيس الإسرائيلي شمعون بيرس وفي اليوم التالي كلف بيريس تسيبي ليفني بتشكيل حكومة جديدة. وبموجب القانون الإسرائيلي كان على ليفني إتمام هذه المهمة قبل 2 نوفمبر 2008، غير أنها أعلنت في 26 أكتوبر عن فشل محاولتها في تشكيل حكومة جديدة، وقالت إنها ستسعى إلى تبكير الانتخابات العامة حيث تتنافس على رئاسة الوزراء، والتي تقرر إقامتها في 10 فبراير 2009.
في انتخابات 2009، حصل حزب كديما بقيادتها على عدد المقاعد الأكبر في الكنيست بواقع 28 مقعد، يليه الليكود ب 27 مقعد، الا ان نتنياهو ادعى الفوز كذلك واعلن ان النتيجة لم تحسم، وقد استطاع نتنياهو قلب فوزها إلى خسارة بعد ان جند دعم 65 نائب في الكنيست من اصل 120 للتوصية لصالحه بتركيب الحكومة لدى رئيس الدولة شمعون بيريس، وبالتالي شكل الحكومة ال 32 لاسرائيل وتقلد منصب رئيس الوزراء.
تقلدت منصب رئيسة حزب كديما وزعيمة المعارضة في الكنيست منذ انتخابات 2009 وحتى 1 مايو 2012، حيث اعلنت عن استقالتها وخروجها من الحزب وقيادة المعارضة على اثر اطاحتها من قيادة الحزب في الانتخابات الداخلية لكديما.
في انتخابات عام 2013، خاضت الانتخابات ضمن حزب (هتنوعاه - الحركة) بقيادتها، وحصلت على 6 مقاعد.
انضمت إلى حكومة نتنياهو التي اسسها مطلع العام 2013، وتقلدت منصب وزيرة القضاء حتى اقالتها نهاية العام 2014 وحل الائتلاف والإعلان عن انتخابات مبكرة والتي اجريت في مارس 2015.
بعد اقالتها من حكومة نتنياهو اعلنت في 10 ديسمبر 2014، عن تحالف حزبها مع حزب العمل الإسرائيلي بقيادة بوجي هرتسوغ، في قائمة سميت المعسكر الصهيوني ، خاضت الانتخابات وحصلت على 24 مقعد في الكنيست، الا ان حزب الليكود فاز بعدد مقاعد أكبر مما مكن نتنياهو من تشكيل حكومة إسرائيل ال 34.
في 1 يناير 2019، وقبيل الانتخابات التشريعية الإسرائيلية أعلن أفي غباي رئيس حزب العمل عن حل التحالف مع حزب هتنوعا بقيادة ليفني.
في 18 فبراير 2019، اعلنت ليفني عن عدم خوضها الانتخابات المقبلة في أبريل 2019، وخروجها من المنافسية السياسية الحزبية الإسرائيلية.

## نشأتها
وُلدت ليفني في تل أبيب عام 1958. كان والداها إيتان وسارة ليفني من أفراد منظمة الإرجون التي اتهمت بأنها منظمة مسلحة إرهابيه- بحسب وصف القوات البريطانية أثناء الانتداب البريطاني- بقيادة مناحيم بيغن والذي ترأس الحكومة بعد ذلك والتي كانت معارضة لزعامة الصهيونية المركزية أيام الانتداب البريطاني على فلسطين. وكان أبوها إيتان ليفني عضو الكنيست الإسرائيلي (البرلمان) عن حزب الليكود بين السنوات 1973 و1984.
عندما كانت شابة انضمت ليفني إلى حركة «بيتار» اليمينية وشاركت في المظاهرات ضد اتفاقية فك الاشتباك بين إسرائيل وكل من مصر وسوريا والتي سعى وزير الخارجية الأمريكي هنري كيسنجر للوصول إليها بعد حرب 1973.

## مع الموساد
قامت ليفني بخدمتها العسكرية الإلزامية في معهد لتأهيل الضابطات وحصلت على رتبة ملازم أول. بعد نهاية خدمتها الإلزامية سجلت نفسها لدراسة الحقوق في جامعة بار إيلان برمات جان. بين 1980 و1984 وقفت دراساتها واشتغلت في «الموساد» (وكالة الاستخبارات الإسرائيلية)، حيث قامت بالعديد من العمليات الخاصة منها اغتيال شخصيات سياسية فلسطينية.
وقد افادت صحف عربية عن حوارها مع جريدة التايمز غي عام ٢٠٠٩ لتعلن عدم ممانعتها لاعمال القتل والجنس من أجل إسرائيل. 

### العمل
أكملت دراسة الحقوق وأصبحت محامية مستقلة واهتمت بالقوانين التجارية والعقارية. وفي 1983 تزوجت من المحامي نفتالي شْپيتْسِر. ولها ابنان عمري ويوفال.
صعدت بسرعة في الحياة السياسية والحزبية رغم أنها بدأت متأخرة في الاشتغال بالسياسة بسبب الثقة التي منحها إياها أريئيل شارون
واعتباراً من عام 1996 كانت ليـفـني مديراً عاماً لهيئة الشركات الحكومية الإسرائيلية. وفي إطار مهام منصبها هذا كانت مسؤولة عن عملية تحويل شركات واحتكارات حكومية إلى القطاع الخاص.أنتُخبت ليـفـني في الكنيست لأول مرة عام 1999، حيث كانت عضواً في لجنة «الدستور والقانون والقضاء» وفي لجنة النهوض بمكانة المرأة. وترأست كذلك اللجنة الفرعية المكلفة بالتشريع الخاص بمنع غسيل الأموال.
في 2001 عُيّنت ليـفـني وزيرة في الحكومة التاسعة والعشرين، حيث تولّت حقيبتي "التعاون الإقليمي" و"الزراعة". وفي الحكومة الثلاثين أُسِندت إليها حقائب "الاستيعاب" و"البناء والإسكان" و"العدل" و"الخارجية
مثلت حزب الليكود في الكنيست الخامس عشر وبداية السادس عشر، وبعد انشقاق شارون عن حزب الليكود على خلفية الخلاف حول الانسحاب من غزة، وتشكيله حزب كاديما، انضمت ليفني إليه، والآن تقود حزبه الذي يعتبر من أحزاب يمين الوسط.
خاض حزب كاديما الانتخابات في 10 فبراير/ شباط 2009 تحت قيادتها وحصد 28 مقعد من أصل 120 ليحتل الحزب المرتبة الأولى ولكن بعدما عهد الرئيس الإسرائيلي شمعون بيريز بتشكيل الحكومة لزعيم حزب الليكود بنيامين نتنياهو 20 مارس / أيار 2009 رفضت الانضمام لحكومة برأسته لإيمانها -كما أعلنت - بحل الدولتين وضرورة التفاوض مع الجانب الفلسطيني، رافضة إغراءات نتنياهو لها مقابل انضمام حزب كاديما للحكومة ليتخلص من ابتزاز الأحزاب الدينية اليمينية له.
و تتمتع ليفني بماضي نظيف وسجل خالي من شَبه الفساد المالي والإداري المنتشر بين قادة إسرائيل.
و تذكر ليفني العالم برئيسة الوزراء الإسرائيلية السابقة غولدا مائير ولكنها ترفض أن تكون غولدا مائير الثانية بل هي -على حد قولها- تسيبي ليفني الأولى.
- حصلت في 2004 على وسام فارسة جودة الحكم.

## ملاحقات قضائية
في ديسمبر 2009 أعلنت منظمات التضامن البريطانية وفريق الدفاع عن عائلات الضحايا الفلسطينيين صدور قرار قضائي باعتقال تسيبي ليفني بتهمة ارتكاب جرائم حرب ضد الفلسطينيين، حيث أصدر قاض في محكمة بالعاصمة البريطانية لندن أمر اعتقال بحق ليفني بتهم جرائم حرب ارتكبت خلال حرب غزة، ونقل موقع الجزيرة نت عن بعض المصادر أن هناك شكوكا بأن ليفني قد تم تهريبها من بريطانيا خاصة وأنها كانت مسؤولة سابقا في ما يسمى (البيوت الآمنة) في أوروبا التابعة لجهاز الاستخبارات الإسرائيلي «الموساد»، كما أكدت بعض الجهات أن وزارة الخارجية البريطانية حاولت تعطيل القضية والتأثير على قرار القاضي. بينما حمّلت المنظمة العربية لحقوق الإنسان في بريطانيا الحكومة البريطانية مسؤولية تقديم ليفني للمحاكمة، مشيرة إلى أن إفلاتها من أمر القضاء يعد خرقا فاضحا لالتزامات بريطانيا الدولية ولا يمكن تبريره بأي شكل..

### استقالتها من الكنيست
قدمت تسيبي لفني زعيمة حزب كاديما وزعيمة المعارضة، ظهر يوم الثلاثاء الوافق 1 مايو 2012 استقالتها من الكنيست، بعد اسابيع من الإطاحة بها من زعامة الحزب، اثر منافسة حتمية مع قائد الاركان الأسبق شاؤول موفاز.وقالت أنها تستقيل من الكنيست ولكن ليس من الحياة العامة وانها لا تأسف على كونها رفضت الخضوع للابتزاز، ولم تبع الدولة للحريديم ولم تتاجر باموال الجمهور، على حد قولها. وكانت تشير بذلك إلى فشلها في تشكيل الحكومة رغم أن حزبها كان حزب الأغلبية الأمر الذي فتح المجال لنتنياهو وتحالفه من تشكيلها وقيادة الدولة لاحقاً، ما أدى بالتالي إلى تاكل قوة حزبها وتحميلها مسؤولية فشله.

## مصدر
- تسيبي ليفني.. «طبعة نسائية» من شارون لاحقت مساعدي عرفات، العربية